# Microrégion de Sananduva

Localisation de la microrégion de Sananduva

La microrégion de Sananduva est une des microrégions du Rio Grande do Sul appartenant à la mésorégion du Nord-Ouest du Rio Grande do Sul. Elle est formée par l'association de onze municipalités. Elle recouvre une aire de 3 067,573 km2 pour une population de 59 202 habitants (IBGE - 2005). Sa densité est de 19,3 hab./km2. Son IDH est de 0,775 (PNUD/2000). Elle est limitrophe de l'État de Santa Catarina.

## Municipalités[1]
- Barracão
- Cacique Doble
- Ibiaçá
- Machadinho
- Maximiliano de Almeida
- Paim Filho
- Sananduva
- Santo Expedito do Sul
- São João da Urtiga
- São José do Ouro
- Tupanci do Sul

## Microrégions limitrophes
- Passo Fundo
- Erechim
- Vacaria
- Concórdia (Santa Catarina)
- Joaçaba (Santa Catarina)
- Curitibanos (Santa Catarina)
- Campos de Lages (Santa Catarina)